# Младореформаторы
«Младореформа́торы», «молодые реформаторы» — общее обозначение группы молодых экономистов-либералов, положивших начало реформированию России в начале 1990-х годов.
Правительством молодых реформаторов изначально называлось правительство Егора Гайдара (1991—1992), затем Сергея Кириенко (1998). В 1997 году «молодыми реформаторами» называли вице-премьеров Анатолия Чубайса и Бориса Немцова. Часто термин «молодые реформаторы» использовался для противопоставления различных команд в Правительстве, например, «молодые реформаторы» против «красных директоров».
Это определение стало использоваться в том числе применительно к правительственным партиям других государств, например, в публикациях о противостоянии различных политических команд (старой и новой формации) в иностранных правительствах.